# Around the World in 80 Days (datorspel)
Around the World in 80 Days är ett datorspel för barn från 1994 för MS-DOS och Macintosh. Spelet är utgiven av EA Kids och utvecklat av Novotrade. I spelet hjälper spelaren Phineas Fogg att resan jorden runt på 80 dagar, spelet är baserat på boken Jorden runt på 80 dagar av Jules Verne.

## Spelet
Spelaren följer med Phileas Fogg som har antagit på Explorer's Club ett vad med Baron Hogsbreath om att resa jorden runt på 80 dagar. Under resan tar Fogg med sig sin vän, apana Sidney som har med sig sin Paintbox Pals, ett team bestående av fyra figurer som kan förändra världen. Figurerna heter Sally, Jazz, Winston och Nick, de har alla olika egenskaper. De gånger som Fogg stöter på hinder i spelet tar spelaren hjälp av någon av de fyra figurerna som förändrar hindret till något som låter Fogg att gå vidare. Målet med spelet är att hjälpa Fogg klara resan jorden runt.
Fogg besöker med spelaren länderna Frankrike, Spanien, Italien, Rumänien, Egypten, Zaire, Japan, Australien, USA, Bahamas och Storbritannien.

## Produktion
Around the World in 80 Days är det andra spelet i serien Novotrade's Creative Reader efter Peter Pan.